# Raoul Montandon
Raoul Montandon (* 9. November 1877 in Genf; † 3. September 1950 in Onex) war ein Schweizer Parapsychologe.

## Leben
Montandon studierte Architektur in Genf und Paris und veröffentlichte von 1917 bis 1938 eine Bibliografie über Ur- und Frühgeschichte mit dem Titel Bibliographie générale des travaux palethnologiques et archéologiques.
Aus humanitärer Motivation heraus gründete Montandon 1924 die Zeitschrift Matériaux pour l'étude des calamités. Ab 1927 widmete er sich der Parapsychologie, worüber er 1942 as Werk La mort, cette inconnue veröffentlichte.
Die Universität Genf verlieh ihm 1940 einen Ehrendoktortitel.

## Schriften
- Das Geheimnis des Todes. Übersetzung von Helene Kordon. Neue Kultur, Zürich 1946.